# Polo de inacessibilidade

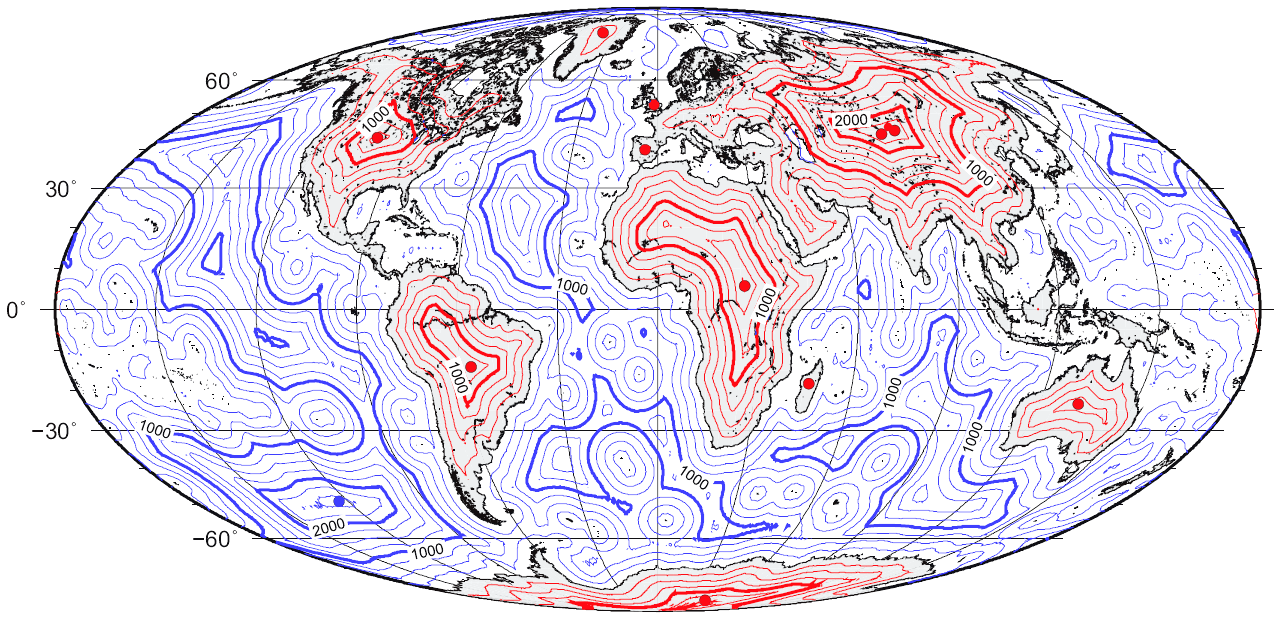
Mapa de distância até ao litoral mais próximo (incluindo ilhas oceânicas, mas não lagos) com manchas vermelhas que marcam os polos de inacessibilidade das principais massas de terra, a Grã-Bretanha e a Península Ibérica. As isolinhas finas estão distantes de 250 km; linhas grossas 1 000 km. Projeção de Mollweide.

Um polo de inacessibilidade é definido como um lugar sobre a superfície da Terra cuja distância à linha de costa é localmente máxima. Como linha de costa deve entender-se a dos oceanos ou de mares ligados com o oceano aberto. O lugar da superfície da Terra mais distante da costa é o polo continental de inacessibilidade e fica na Eurásia.
Um polo de inacessibilidade deve por definição ser perfeitamente equidistante de três pontos sobre a linha de costa.

## Polos de inacessibilidade principais
- Polo continental de inacessibilidade:

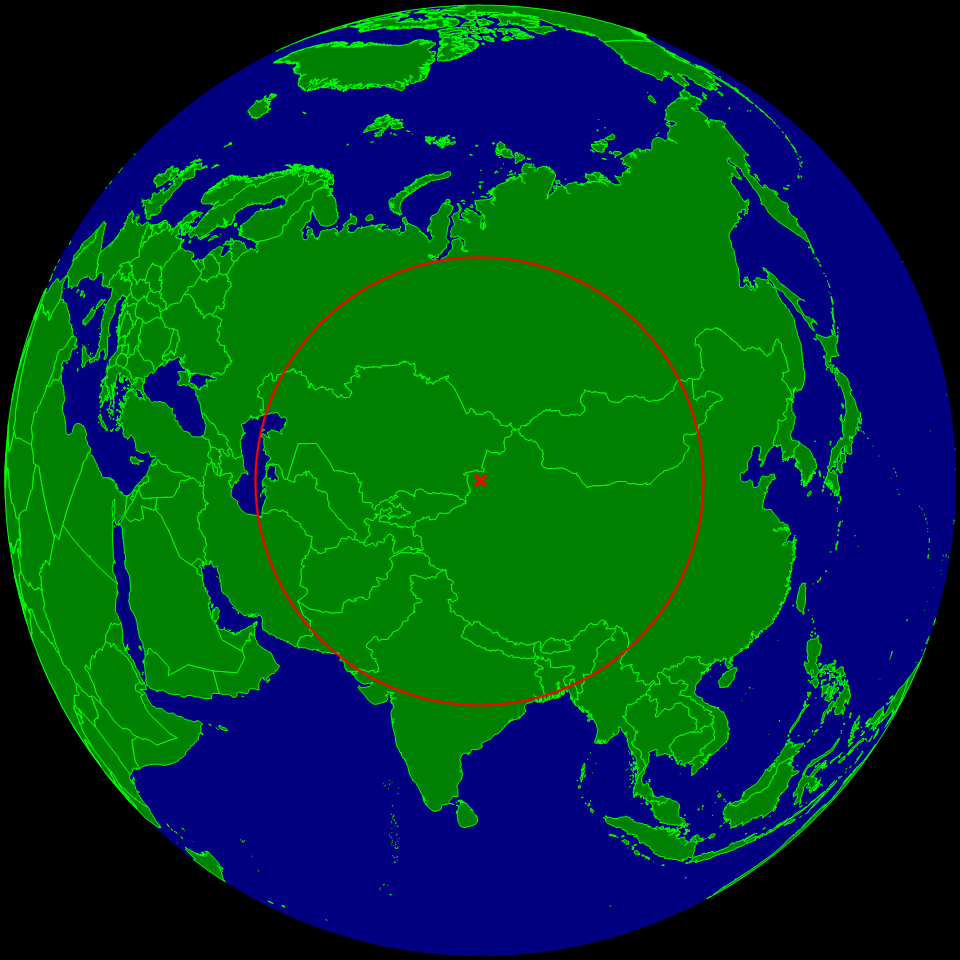
O polo continental de inacessibilidade fica no noroeste da República Popular da China.

(46° 16,8′ N, 86° 40,2′ L). É o lugar mais afastado do mar na superfície da Terra. Está no Deserto de Dzoosoton Elisen, província de Xinjiang, China, e está a 2 648 km do mar e 320 km a norte de Ürümqi.

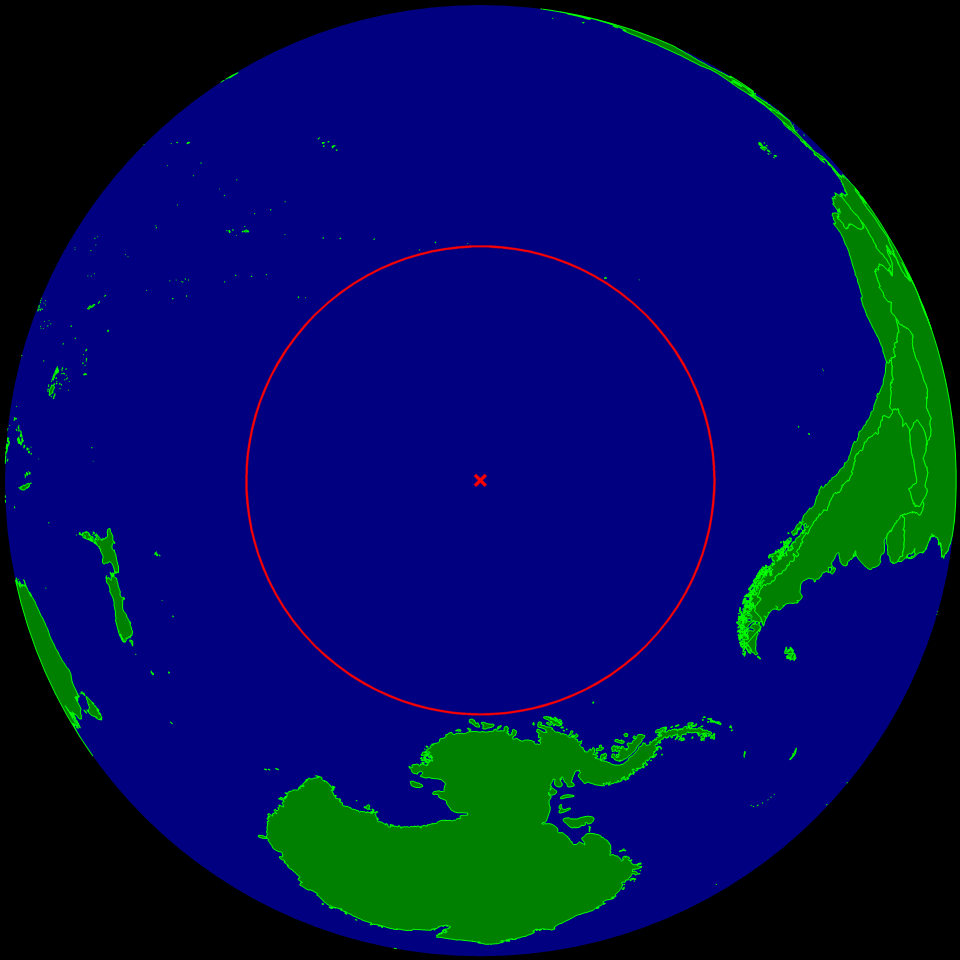
Localização do Ponto Nemo ou Polo oceânico de inacessibilidade.

- Polo oceânico de inacessibilidade:

(48° 52,6′ S, 123° 23,6′ O). Também chamado Ponto Nemo. É também o lugar situado no mar mais afastado de qualquer tipo de terra firme e encontra-se no sul do Oceano Pacífico, a 2 688 km da Ilha Ducie (pertencente às Ilhas Pitcairn) a norte, de Motu Nui (um ilhéu junto à Ilha de Páscoa) a nordeste e da Ilha Maher (Antárctica) a sul.

## Outros polos de inacessibilidade
- Polo de inacessibilidade da Antártida:

Segundo um levantamento feito pelo British Antarctic Survey em 2005, existem na Antártida dois polos de inacessibilidade, que são os pontos mais distantes do interior do continente em relação ao Oceano Antártico. O primeiro deles leva em conta apenas a superfície continental da Antártica, excluindo-se as banquisas de gelo do litoral, estando localizado nas coordenadas 82° 53′ 14″ S, 55° 04′ 30″ L. Já o segundo pólo leva em consideração as banquisas existentes no litoral e está localizado nas coordenadas 83° 50′ 37″ S, 65° 43′ 30″ L.
Nas coordenadas 82° 06′ S, 54° 58′ L existe uma antiga estação de pesquisas da União Soviética chamada Polyus Nedostupnosti, que na época da sua inauguração, acreditava-se ser o polo de inacessibilidade da Antártica. No local existe um busto do ex-líder supremo da União Soviética, Vladimir Lenin, o qual está direcionado exatamente no sentido de Moscou. Dentro da construção onde está o busto de Lenin, existe um livro de visitantes que registra a passagem dos aventureiros que conseguem chegar até o local. O local onde hoje fica a antiga estação, foi alcançado pela primeira vez em 14 de dezembro de 1958 pela 3ª Expedição Antártica Soviética, liderada por Yevgeny Tolstikov. A 725,9 km a leste da estação Polyus Nedostupnosti, os soviéticos estabeleceram uma outra estação chamada Sovetskaya, que ficava localizada nas coordenadas 78° 24′ S, 87° 32′ L. A estação Sovetskaya esteve em operação entre 16 de fevereiro de 1958 e 3 de janeiro de 1959.
- Polo norte de inacessibilidade:

(84° 03′ N, 174° 51′ O). Ponto mais afastado da costa no Oceano Árctico, 1 453 km (903 milhas) a norte de Barrow.
- Polo de inacessibilidade da África:

próximo do lugar de encontro das fronteiras da República Centro-Africana, Sudão do Sul e República Democrática do Congo, próximo da cidade de Obo.
- Polo de inacessibilidade da América do Norte:

fica no Dakota do Sul (43° 26′ N, 102° 23′ O), a 1 650 km das costas marítimas.